# Ruelle Khokhlovski
La ruelle Khokhlovski (russe : Хохло́вский переулок) est une voie de Moscou longue de 530 mètres située entre la rue Zabeline et la place Khokhlovskaïa, dans le district de Basmanny.

## Situation et accès
La ruelle Khokhlovski commence en face du couvent de Saint-Jean-le-Précurseur, à l'intersection de la rue Zabelina et de la rue Maliy Ivanovsky, et se prolonge en direction du nord-est, vers l'église de la Trinité source de vie à Khokhli et se termine sur l'anneau des boulevards à hauteur de la place Khokhlovskaïa. À l'intersection des ruelles Khokhlovski et Kolpatchny, la rive gauche escarpée de la rivière Ratchka est encore préservée.
La station de métro : 
- Kitaï-gorod (métro de Moscou)
- Tchistye proudy (métro de Moscou),
- Tourguenievskaïa (métro de Moscou),
- Sretenski boulvar (métro de Moscou)

## Origine du nom
Dans la première moitié du XVIIe siècle, la partie sud-ouest de la ruelle était appelée rue Vladimirskaïa ou Sadovnitcheskaïa, ce qui était associé à son emplacement dans la zone des Vieux Jardins (dont le nom est conservé avec la ruelle Starosadski toute proche), et à la proximité de l'église du Prince Vladimir dans les Vieux Jardins. Depuis le XVIIe siècle, le nom de la ruelle Khokhlovski est utilisé en référence à la localité Khokhly ou Khokhlovka, où les Ukrainiens se sont installés ; l'origine de ce nom semble être liée à la proximité de la rue Marosseïka, où se trouvait à l'époque le palais petit-russe (ukrainien).

## Bâtiments remarquables et lieux de mémoire
Côté impair :
- no 1 - Église de Vladimir-Égal-aux-Apôtres de Moscou. L'église se trouve dans la Rue Starosadski mais l'accès est situé dans la rue Khokhlovski ;
- no 3 - Maison de rapport Chnaubert (ru) (construite en  1757, 1791; 1820, 1903, en dernier lieu par l'architecte Boris Chnaubert (ru), patrimoine culturel identifié[1]. Occupé par les services du  district administratif central de Moscou ;
- no 3/1-3 - Propriété municipale Bobkovy. Maison d'habitation — bâtiment administratif (XIXe siècle et XXe siècle), patrimoine culturel régional[1] ;
- no 5/14 - Propriété municipale ''Venediktov — Chnaubert — B. Monozon'' (ru) (XVIIIe siècle début XXe siècle); architecte Semion Eibushitz (ru), patrimoine culturel régional[1] ;
- no 7-9 - Maison des archives du ministère des affaires étrangères (1808, architecte Fiodor Sokolov), patrimoine culturel de niveau régional[1] ;
- no 7-9 — chambre ou ''palais'' des Ukrainiens (ru), patrimoine culturel de niveau fédéral[1]. Le centre scientifique et technique Rektor et la maison de la culture Original y sont installés ;
- no 7-9, - Éditeur de musique Peter Jurgenson (1895, architecte Ivan Klimenko), patrimoine de valeur à préserver[1] ;
- no 11, - Bâtiment administratif  (2000.)[1]. Revues Kommertcheski vestnik, Kommertcheski chpionaj ;
- no 13, - Immeuble municipal I. Tchetverikova - maison de rapport M. Kouvchinova (1899, architecte Flegont Voskressenski (ru)), patrimoine de valeur à préserver[1]. - Centre fédéral d'expertise légale du ministère de la justice de la fédération de Russie ;
- no 17/4, - Maison de rapport  (1913, architecte Flegont Voskressenski), patrimoine de valeur à préserver[1].

Côté pair :
- no 2/6 (Rue Podkopaïevski, maison. 6/2) - Maison principale de la propriété Mikhaïl Tchelnokov (ru), 1837, 1856 (fait partie du Patrimoine culturel)[1],[2]
- no 4, 6/2 - Maison municipale Mamykina - Mikhaïl Tchelnokov (XIXe siècle, 1885 , 1990, architecte O. Paleï pour la reconstruction), patrimoine de valeur à protéger[1].
- no 10 - Maison municipale Е. А. Lobanova-Rostovska.
  - no 10, Bâtiment 1 - Maison principale de la maison municipale (création au XVIIe siècle ; au XIXe siècle intervention de l'architecte Evgraf Tourine (ru)), patrimoine protégé de niveau régional
- no 12, Église de la Trinité source de vie à Khokhli, patrimoine culturel de niveau fédéral[1].
- no 14, bâtiment 2 - Maison de rapport de l'église de la Trinité comprenant des appartements pour le clergé (1912, architecte  Sergueï Ilinski (ru)), patrimoine de valeur à préserver[1].
  - no 20/6 , bâtiment 1 — Maison de rapport (1867, architecte Vassili Karneiev (ru)), patrimoine de valeur à préserver[1].
  - no 20/6 , bâtiment 2 — Maison de rapport (1878, architecte Dmitri Pevnitski (ru)), patrimoine de valeur à préserver[1].

Bâtiments remarquables de la rue Khokhlovski
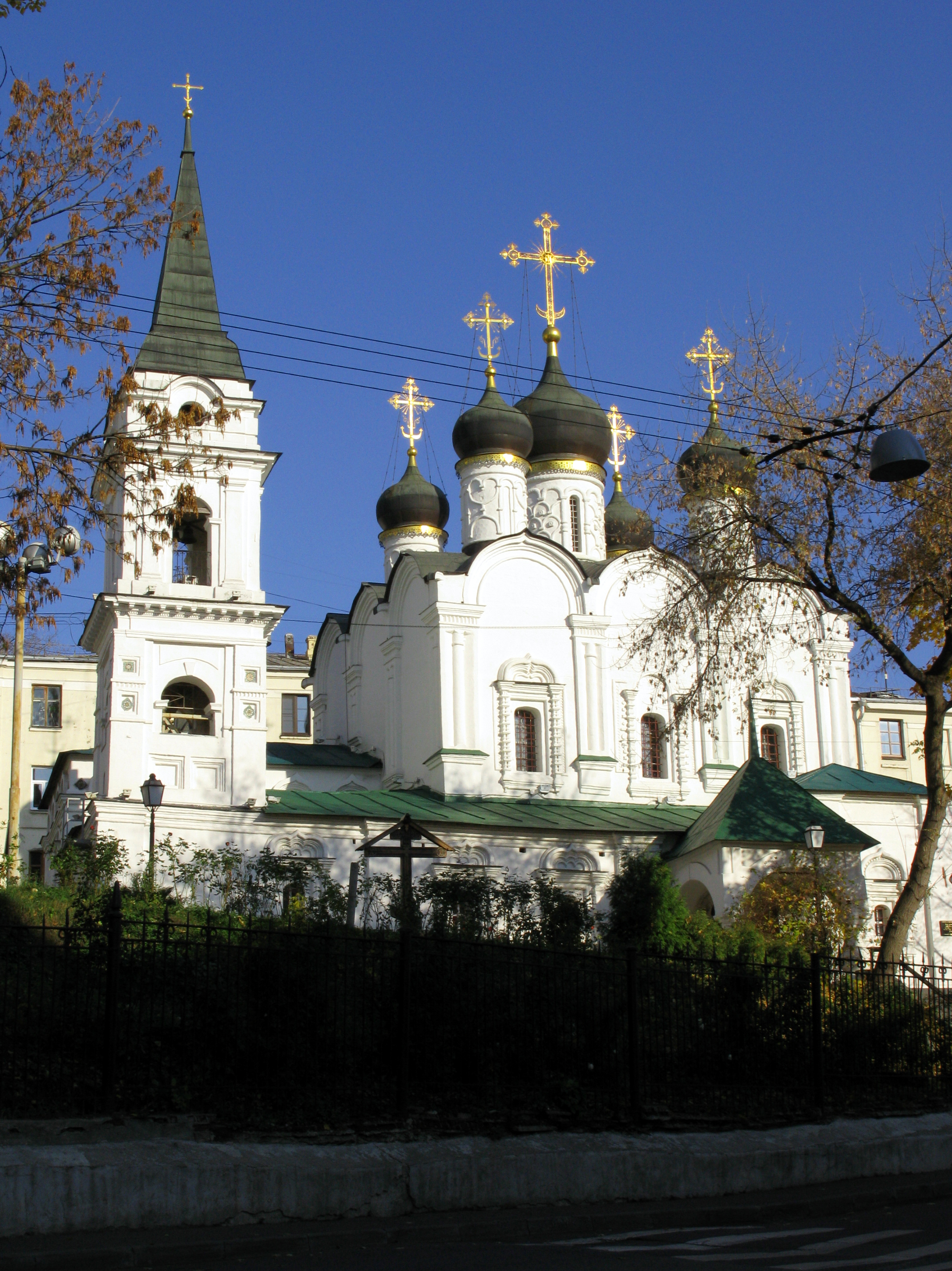
Église de Vladimir-Égal-aux-Apôtres de Moscou, no 1
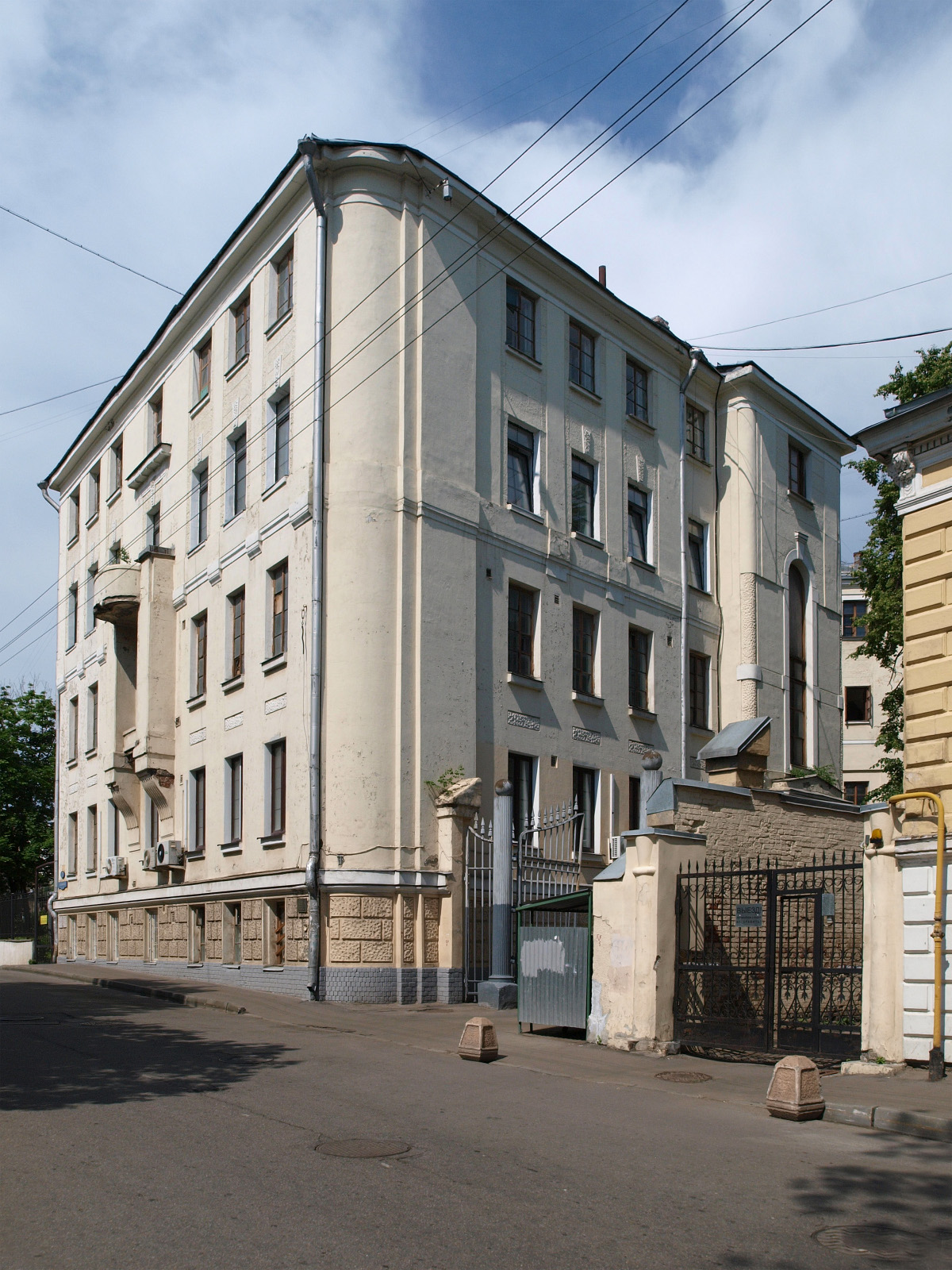
Moscou, Maison de rapport B. Schnaubert no 3
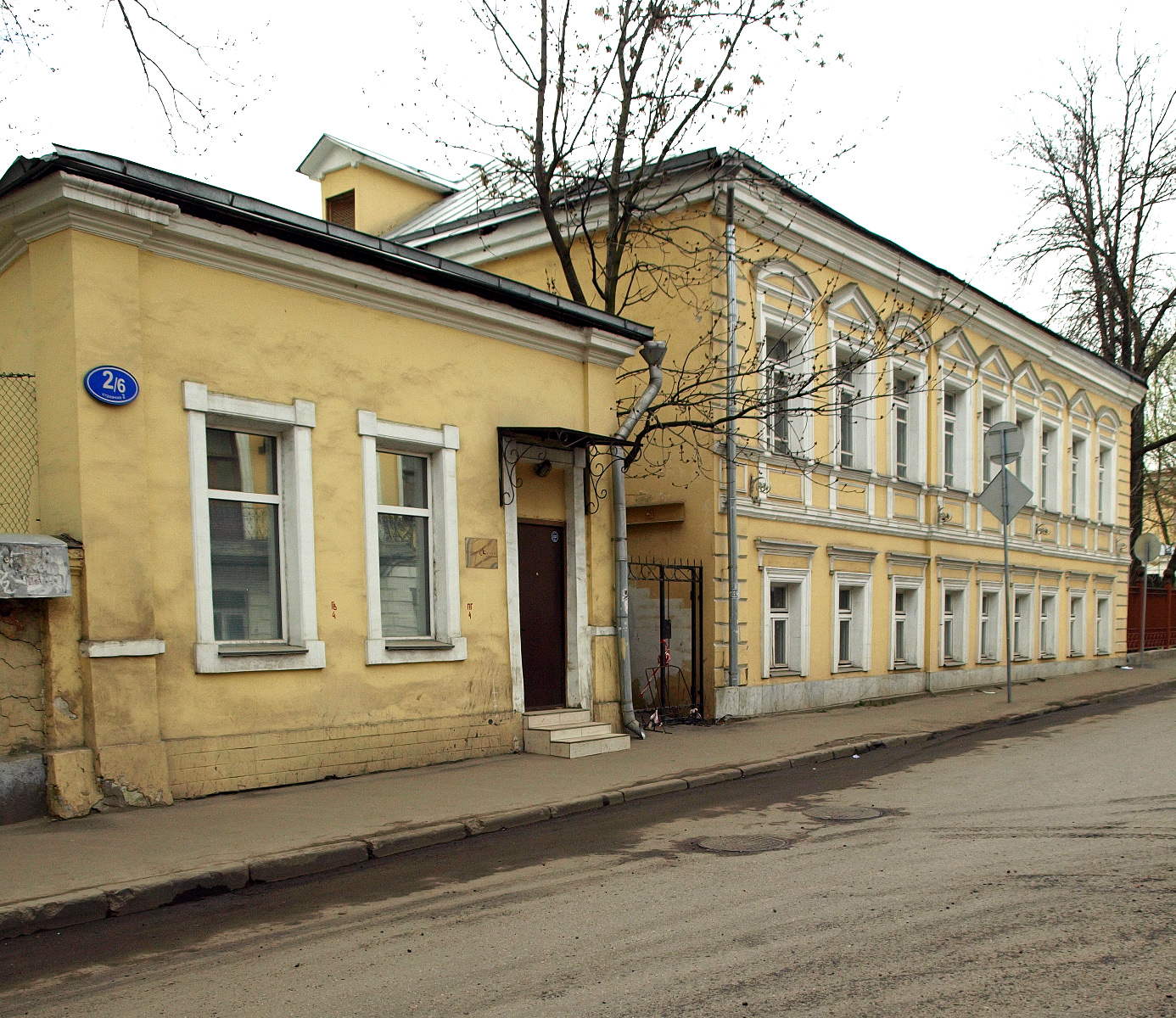
Maison de maître de MikhaIl Tchelnokov, industriel no 2/6
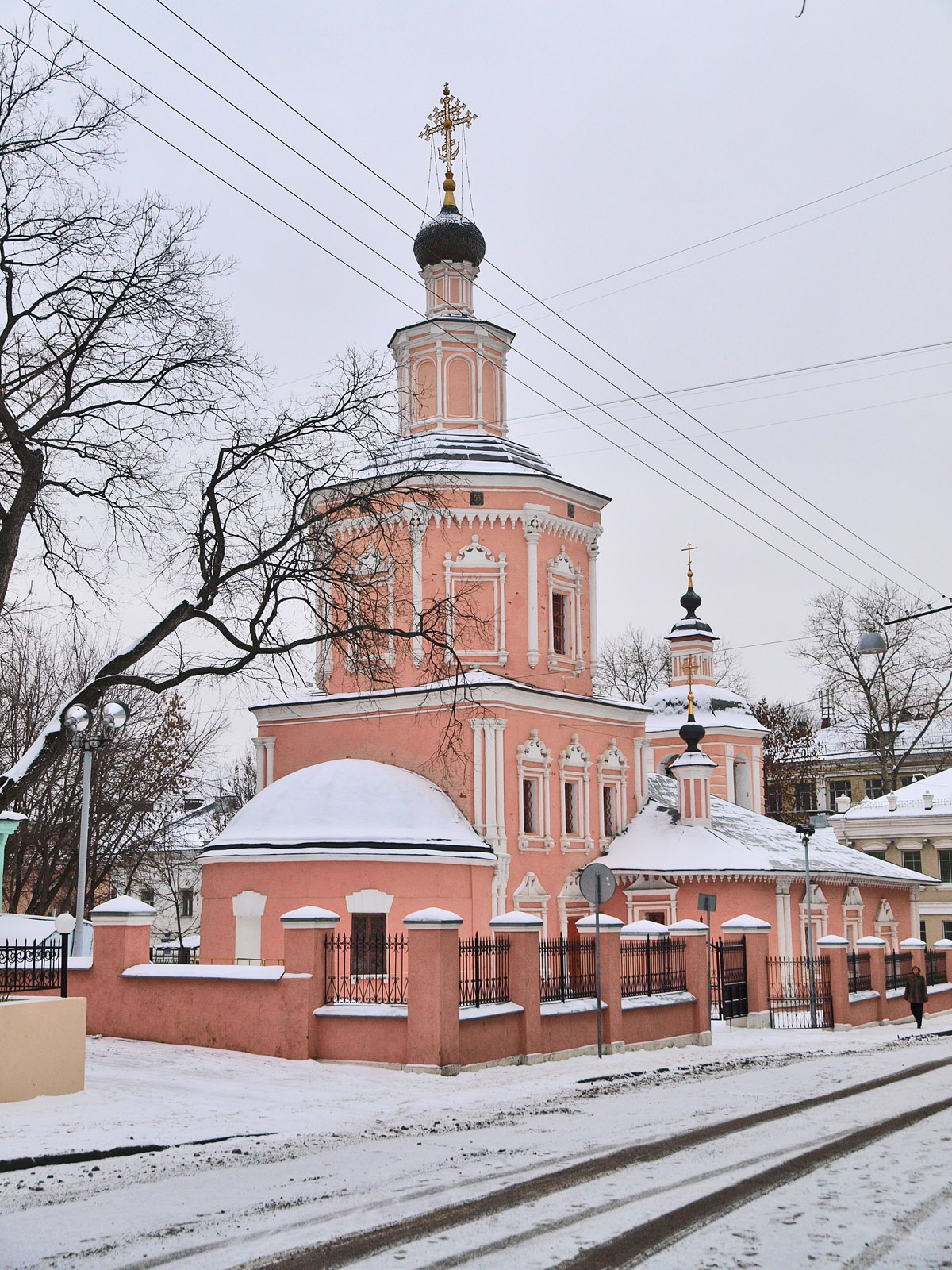
Église de la Trinité source de vie à Khokhli no 12
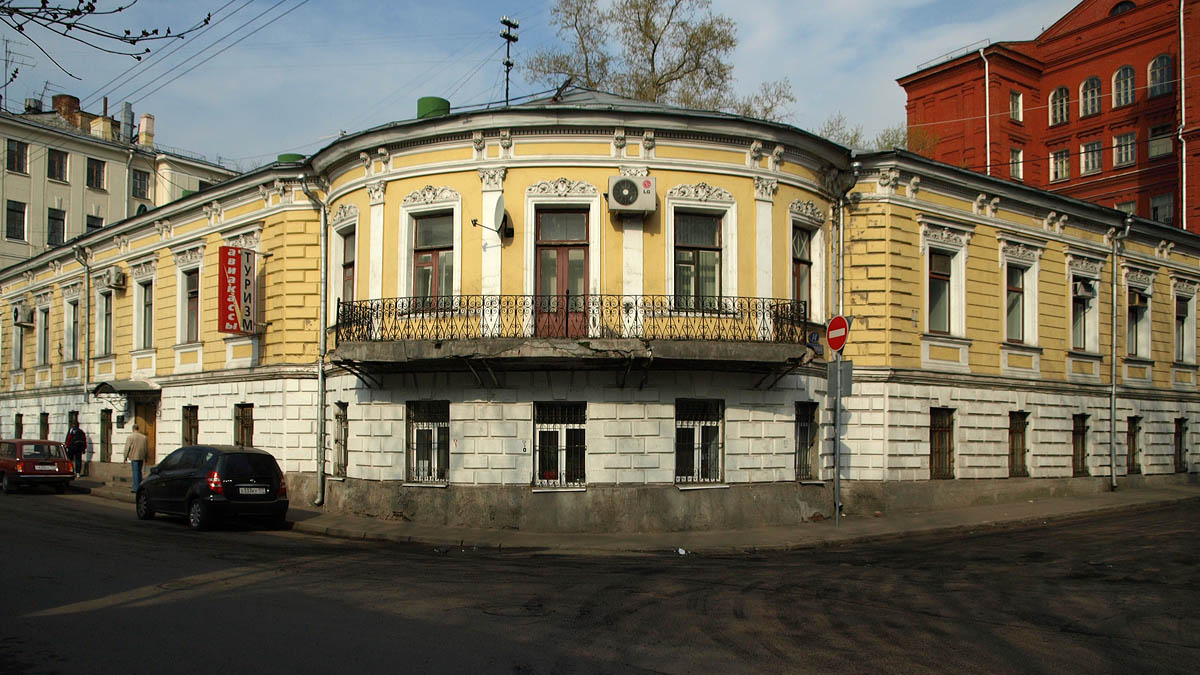
Hôtel particulier des Venediktov-Schnaubert-Monozone, rue Khokhlovski no 5/14
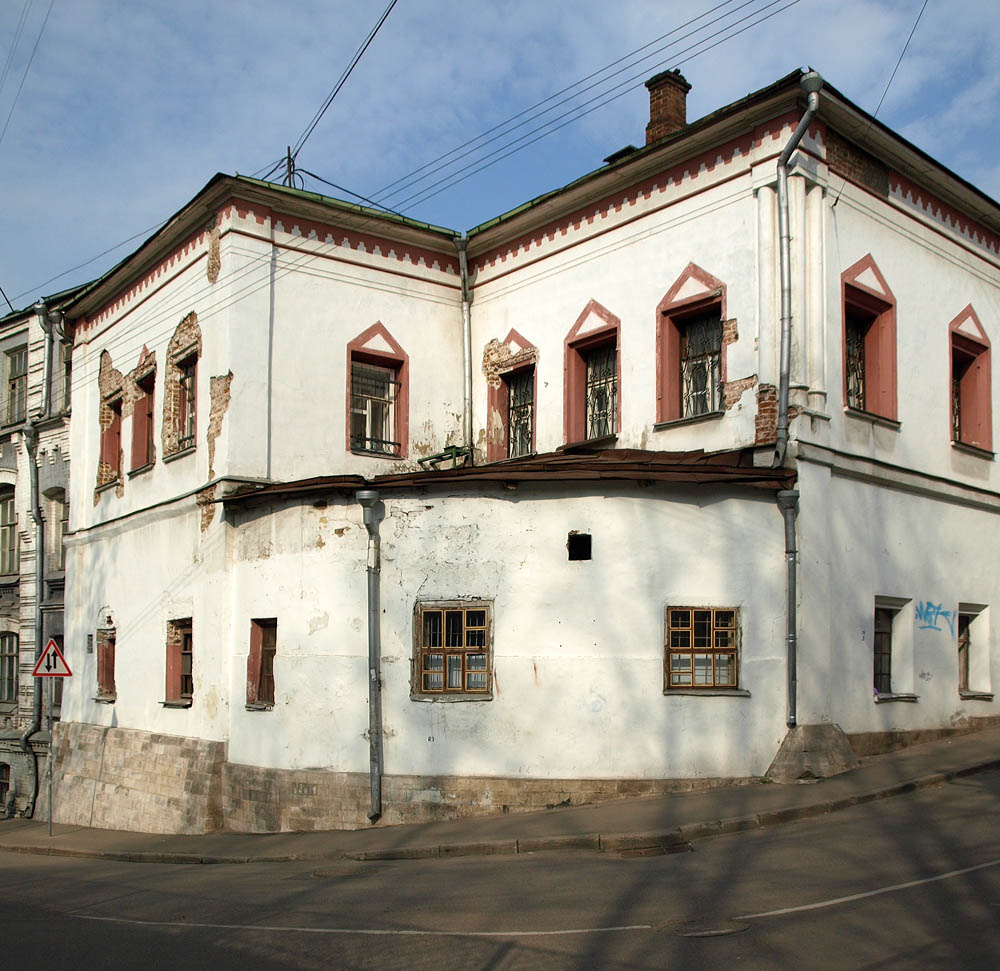
Chambre ou palais des Ukrainiens no 7

### Cinéma
Une série de films russes ont été tournés dans cette ruelle. En particulier Le Frère 2 d'Alexeï Balabanov durant lequel se déroule une poursuite en voiture dans la ruelle.